# Непхай
Непхай (рос. Б. Непхай) — балка (річка) в Україні у Гуляйпільському районі Запорізької області. Ліва притока Гайчул (басейн Дніпра).

## Опис
Довжина балки приблизно 6,57 км, найкоротша відстань між витоком і гирлом — 6,02 км, коефіцієнт звивистості річки — 1,09. Формується декількома балками та загатами. На деяких ділянках балка пересихає.

## Розташування
Бере початок на південно-східній околиці селища Залізничне. Тече переважно на північний схід і в північно-західній частині міста Гуляйполя впадає у річку Гайчул, ліву притоку Вовчої.

## Цікаві факти
- У південно-західній частині міста Гуляйполе балку перетинає автошлях Т 0814[2] (автомобільний шлях територіального значення в Запорізькій області. Проходить територією Гуляйпільського та Оріхівського районів через Гуляйполе — Залізничне — Омельник. Загальна довжина — 27 км.).
- У XIX столітті при гирлі балки існувало багато вітряних млинів[3].